# Masahide Hiraoka
Masahide Hiraoka (født 12. maj 1995) er en japansk fodboldspiller.
Han har spillet for flere forskellige klubber i sin karriere, herunder AC Nagano Parceiro.